# Isabel Martínez de Perón
María Estela Martínez Cartas de Perón (n. 4 februarie 1931, La Rioja, Provincia La Rioja, Argentina), cunoscută ca Isabel Martínez de Perón sau Isabel Perón, este o politiciană argentiniană și prima femeie care a deținut funcția de președinte al Argentinei, în perioada 1 iulie 1974 - 24 martie 1976. În perioada 12 octombrie 1973 - 1 iulie 1974, a deținut funcția de vicepreședinte. Ulterior a fost arestată și trimisă în exil.
A fost a treia soție a lui Juan Peron.

## Distincții
- Ordinul „23 August” clasa I (1 martie 1974)[5]